# MAPRE3
MAPRE3 (англ. Microtubule associated protein RP/EB family member 3) – білок, який кодується однойменним геном, розташованим у людей на короткому плечі 2-ї хромосоми.  Довжина поліпептидного ланцюга білка становить 281 амінокислот, а молекулярна маса — 31 982.
| 10         |  | 20         |  | 30         |  | 40         |  | 50         |
| ---------- |  | ---------- |  | ---------- |  | ---------- |  | ---------- |
| MAVNVYSTSV |  | TSENLSRHDM |  | LAWVNDSLHL |  | NYTKIEQLCS |  | GAAYCQFMDM |
| LFPGCVHLRK |  | VKFQAKLEHE |  | YIHNFKVLQA |  | AFKKMGVDKI |  | IPVEKLVKGK |
| FQDNFEFIQW |  | FKKFFDANYD |  | GKDYNPLLAR |  | QGQDVAPPPN |  | PGDQIFNKSK |
| KLIGTAVPQR |  | TSPTGPKNMQ |  | TSGRLSNVAP |  | PCILRKNPPS |  | ARNGGHETDA |
| QILELNQQLV |  | DLKLTVDGLE |  | KERDFYFSKL |  | RDIELICQEH |  | ESENSPVISG |
| IIGILYATEE |  | GFAPPEDDEI |  | EEHQQEDQDE |  | Y          |  |            |

A: Аланін

C: Цистеїн

D: Аспарагінова кислота

E: Глутамінова кислота

F: Фенілаланін

G: Гліцин

H: Гістидин

I: Ізолейцин

K: Лізин

L: Лейцин

M: Метіонін

N: Аспарагін

P: Пролін

Q: Глутамін

R: Аргінін

S: Серин

T: Треонін

V: Валін

W: Триптофан

Кодований геном білок за функцією належить до фосфопротеїнів. 
Задіяний у таких біологічних процесах як клітинний цикл, поділ клітини, мітоз, ацетиляція, альтернативний сплайсинг. 
Локалізований у цитоплазмі, цитоскелеті.